# Vườn quốc gia Ta Phraya
Vườn quốc gia Ta Phraya  (tiếng Thái: อุทยานแห่งชาติตาพระยา) là vườn quốc gia nằm ở cuối phía đông của dãy Sankamphaeng, trong khu vực tiếp giáp với dãy Derekrêk, một ranh giới tự nhiên giữa Thái Lan và Campuchia. Vườn quốc gia chủ yếu nằm trong địa phận của huyện Ta Phraya, tỉnh Sa Kaeo và một phần nhỏ nằm trong các huyện Ban Kruat, Non Din Daeng và Lahan Sai của tỉnh Buriram. Được thành lập vào năm 1996, vườn quốc gia nằm ở phía đông của Vườn quốc gia Pang Sida, cùng nhau đều là một phần của Di sản thế giới Tổ hợp rừng Dong Phayayen-Khao Yai được UNESCO công nhận vào năm 2005.
Độ cao của vườn quốc gia dao động từ 206-579 mét, cao nhất tại đỉnh Khao Pran Nut. Vườn quốc gia được biết đến với một số kiến trúc Khmer cổ như là phế tích Prasat Khao Lon.

## Mô tả
Thời tiết thường chịu ảnh hưởng của gió mùa tây nam và gió mùa đông bắc. Gió mùa tây nam thổi từ tháng 5 đến tháng 10, mang hơi ẩm cao từ biển Andaman và vịnh Thái Lan gây ra mưa, khoảng 1.000-1.400 mm/năm. Thời tiết bao gồm ba mùa: mùa hè từ tháng 2 đến tháng 4; mùa mưa từ tháng 5 đến tháng 10; mùa đông từ tháng 11 đến tháng 1. Nhiệt độ trung bình là 39,8 độ C với mức nhiệt thấp nhất là 14,3 độ C.
Thảm thực vật ở đây bao gồm rừng rụng lá hỗn giao, rừng thường xanh khô và Rừng khộp rụng lá.
Về hệ động vật, vườn quốc gia là một trong những nơi có nhiều loài động vật hoang dã quý hiếm và nhiều loài có nguy cơ tuyệt chủng, trong đó phải kể đến Nai, Cheo cheo, Mang Ấn Độ, Gấu ngựa, Gấu chó, Tì linh, Voọc, Vượn, Mèo cá, Bò rừng, Bò tót, Cầy, Thỏ nâu và một số loài chim.